# Olympische Jugend-Sommerspiele 2014/Teilnehmer (Uganda)
| Gelbes Symbol für Goldmedaillen mit stilisierten Olympischen Ringen | Graues Symbol für Silbermedaillen mit stilisierten Olympischen Ringen | Braundes Symbol für Bronzemedaillen mit stilisierten Olympischen Ringen |
| ------------------------------------------------------------------- | --------------------------------------------------------------------- | ----------------------------------------------------------------------- |
| —                                                                   | 1                                                                     | —                                                                       |

Die Jugend-Olympiamannschaft aus Uganda für die II. Olympischen Jugend-Sommerspiele vom 16. bis 28. August 2014 in Nanjing (Volksrepublik China) bestand aus sechs Athleten.

## Athleten nach Sportarten

### Badminton
Jungen
- Daniel Mihigo Sebunnya
Einzel: 25. Platz
Mixed: 17. Platz: 17. Platz (mit Lole Courtois  Frankreich)

### Leichtathletik
| Mädchen - Janat Chemusto 3000 m: 7. Platz 8 × 100 m Mixed: 22. Platz | Jungen - Geofrey Balimumiti 800 m: Silber 8 × 100 m Mixed: 31. Platz - Steven Mande 1500 m: 15. Platz 8 × 100 m Mixed: 60. Platz |

### Rudern
Mädchen
- Constance Mbambu
Einer: 24. Platz

### Tischtennis
Mädchen
- Florence Seera
Einzel: 25. Platz
Mixed: 25. Platz (mit Bienatiki Moundzendze Henri Christ  Republik Kongo)